# Trilla (Rick Ross-album)
Trilla är rapparen Rick Ross andra studioalbum. Albumet släpptes den 11 mars 2008, efter uppskjutning från det tidigare väntade datumet, 18 december 2007.

## Låtlista
(de låtar som är länkade är släppta som singlar).
| Nr | Titel                                         | Producent(er)         | Gästspel av                              | Längd |
| -- | --------------------------------------------- | --------------------- | ---------------------------------------- | ----- |
| 1  | "Trilla Intro"                                | J.U.S.T.I.C.E. League |                                          | 2:54  |
| 2  | "All I Have In This World (Japanese Denim)"   | Mannie Fresh          | Mannie Fresh                             | 4:02  |
| 3  | "The Boss"                                    | Jonathan Rotem        | T-Pain                                   | 3:45  |
| 4  | "Speedin'"                                    | The Runners           | R. Kelly                                 | 3:25  |
| 5  | "We Shinin'"                                  | Bink!                 |                                          | 3:56  |
| 6  | "Money Make Me Cum"                           | Drumma Boy            | EbonyLove                                | 3:31  |
| 7  | "DJ Khaled Interlude"                         |                       | DJ Khaled                                | 1:29  |
| 8  | "This Is The Life"                            | Elvis                 | Trey Songz                               | 4:25  |
| 9  | "This Me"                                     | DJ Toomp              |                                          | 3:47  |
| 10 | "Here I Am"                                   | Drumma Boy            | Nelly & Avery Storm                      | 3:29  |
| 11 | "Maybach Music"                               | J.U.S.T.I.C.E. League | Jay-Z                                    | 4:08  |
| 12 | "Billionaire"                                 | J.U.S.T.I.C.E. League |                                          | 4:12  |
| 13 | "Luxury Tax"                                  | J.U.S.T.I.C.E. League | Lil Wayne, Trick Daddy, samt Young Jeezy | 4:44  |
| 14 | "Reppin My City"                              | Carlos & Dada         | Triple C's & Brisco                      | 4:17  |
| 15 | "I'm Only Human"                              | DJ Nasty              | Rodney                                   | 3:38  |
| 16 | "Ridin' Thru The Ghetto" (bonuslåt på Itunes) |                       | Triple C's                               | 5:03  |